# Onction à Béthanie
 (décembre 2022).
L'onction à Béthanie, épisode parfois appelé repas chez Simon, est une scène de la vie du Christ relatée par les quatre Évangiles (Matthieu (Mt 26,6-13), Marc (Mc 14,3-9), Luc (Lc 7,36-50) et Jean (Jn 12,1-8)), mais avec de grandes divergences sur le lieu, la personnalité de la femme, le nom de l'hôte et les paroles de Jésus.

## Les trois «Madeleine» (et les deux «Simon»)
La tradition a très tôt confondu en la personne de Madeleine trois femmes de l'Évangile : la pécheresse anonyme de Luc dans le repas chez Simon le Pharisien ; Marie de Béthanie, sœur de Marthe et Lazare chez Simon le lépreux ; Marie de Magdala (Marie-Madeleine), convertie par Jésus, présente au pied de la croix, à la mise au Tombeau et première personne à rencontrer le Christ ressuscité. Grégoire Ier, au VIe siècle, considéra que Marie de Magdala ne faisait qu'une avec Marie de Béthanie et avec la pécheresse qui oint le Christ de parfum chez Luc. Cette interprétation n'est pas canonique, même si la tradition populaire l'a fortement propagée. 
L'historien Thierry Murcia, dans son ouvrage sur Marie-Madeleine, a proposé d'identifier la pécheresse anonyme de Luc (Luc 7, 36-50) à Jeanne, femme de Chouza qui, comme Marie-Madeleine, fait sa première apparition chez cet évangéliste immédiatement après l'épisode du repas chez Simon (Luc 8, 2-3).
Le Repas chez Simon, comme la Cène, convenait tout particulièrement à la décoration des réfectoires des couvents.

### Le récit de Luc
Voici le passage de l'Évangile de Luc

« Un pharisien pria Jésus de manger avec lui. Jésus entra dans la maison du pharisien, et se mit à table.
Et voici, une femme pécheresse qui se trouvait dans la ville, ayant su qu’il était à table dans la maison du pharisien, apporta un vase d’albâtre plein de parfum,
et se tint derrière, aux pieds de Jésus. Elle pleurait ; et bientôt elle lui mouilla les pieds de ses larmes, puis les essuya avec ses cheveux, les baisa, et les oignit de parfum.
Le pharisien qui l’avait invité, voyant cela, dit en lui-même : "Si cet homme était prophète, il connaîtrait qui et de quelle espèce est la femme qui le touche, il connaîtrait que c’est une pécheresse." Jésus (...) dit à la femme : "Tes péchés sont pardonnés".
Ceux qui étaient à table avec lui se mirent à dire en eux-mêmes : "Qui est celui-ci, qui pardonne même les péchés ?"
Mais Jésus dit à la femme : "Ta foi t’a sauvée, va en paix." »

### Le récit de Marc et de Matthieu
« Jésus était à Béthanie dans la maison de Simon le lépreux et, pendant qu'il était à table, une femme vint, avec un flacon d'albâtre contenant un parfum de nard, pur et très coûteux. Elle brisa le flacon d'albâtre et lui versa le parfum sur la tête. Quelques-uns se disaient entre eux avec indignation : "À quoi bon perdre ainsi ce parfum ? On aurait bien pu vendre ce parfum-là plus de trois cents pièces d'argent et les donner aux pauvres!" Et ils s'irritaient contre elle. Mais Jésus dit : "Laissez-la, pourquoi la tracasser ? C'est une bonne œuvre qu'elle vient d'accomplir à mon égard. Des pauvres, en effet, vous en avez toujours avec vous, et quand vous voulez, vous pouvez leur faire du bien. Mais moi, vous ne m'avez pas pour toujours. Ce qu'elle pouvait faire, elle l'a fait : d'avance elle a parfumé mon corps pour l'ensevelissement. En vérité je vous le déclare, partout où sera proclamé l'Evangile dans le monde entier, on racontera aussi, en souvenir d'elle, ce qu'elle a fait. »

— Marc 14:3-9 (et Matthieu 26:6-13) Textes de la TOB, éditions du Cerf.

### Le récit de Jean
« Six jours avant la Pâque, Jésus arriva à Béthanie, où était Lazare, qu’il avait ressuscité des morts.
Là, on lui fit un souper ; Marthe servait, et Lazare était un de ceux qui se trouvaient à table avec lui.
Marie, ayant pris une livre d’un parfum de nard pur de grand prix, oignit les pieds de Jésus, et elle lui essuya les pieds avec ses cheveux ; et la maison fut remplie de l’odeur du parfum.
Un de ses disciples, Judas Iscariot, fils de Simon, celui qui devait le livrer, dit :
"Pourquoi n’a-t-on pas vendu ce parfum trois cents deniers, pour les donner aux pauvres ?"
Il disait cela, non qu’il se mît en peine des pauvres, mais parce qu’il était voleur, et que, tenant la bourse, il prenait ce qu’on y mettait.
Mais Jésus dit : "Laisse-la garder ce parfum pour le jour de ma sépulture.
Vous avez toujours les pauvres avec vous, mais vous ne m’avez pas toujours." »

— Jn 12:1-8 (Édition Segond).

## Représentations iconographiques
Selon le récit retenu, et surtout selon l'époque, la scène est plus ou moins solennelle. Il existe également un ensemble de vitraux représentant la scène.
XVe siècle

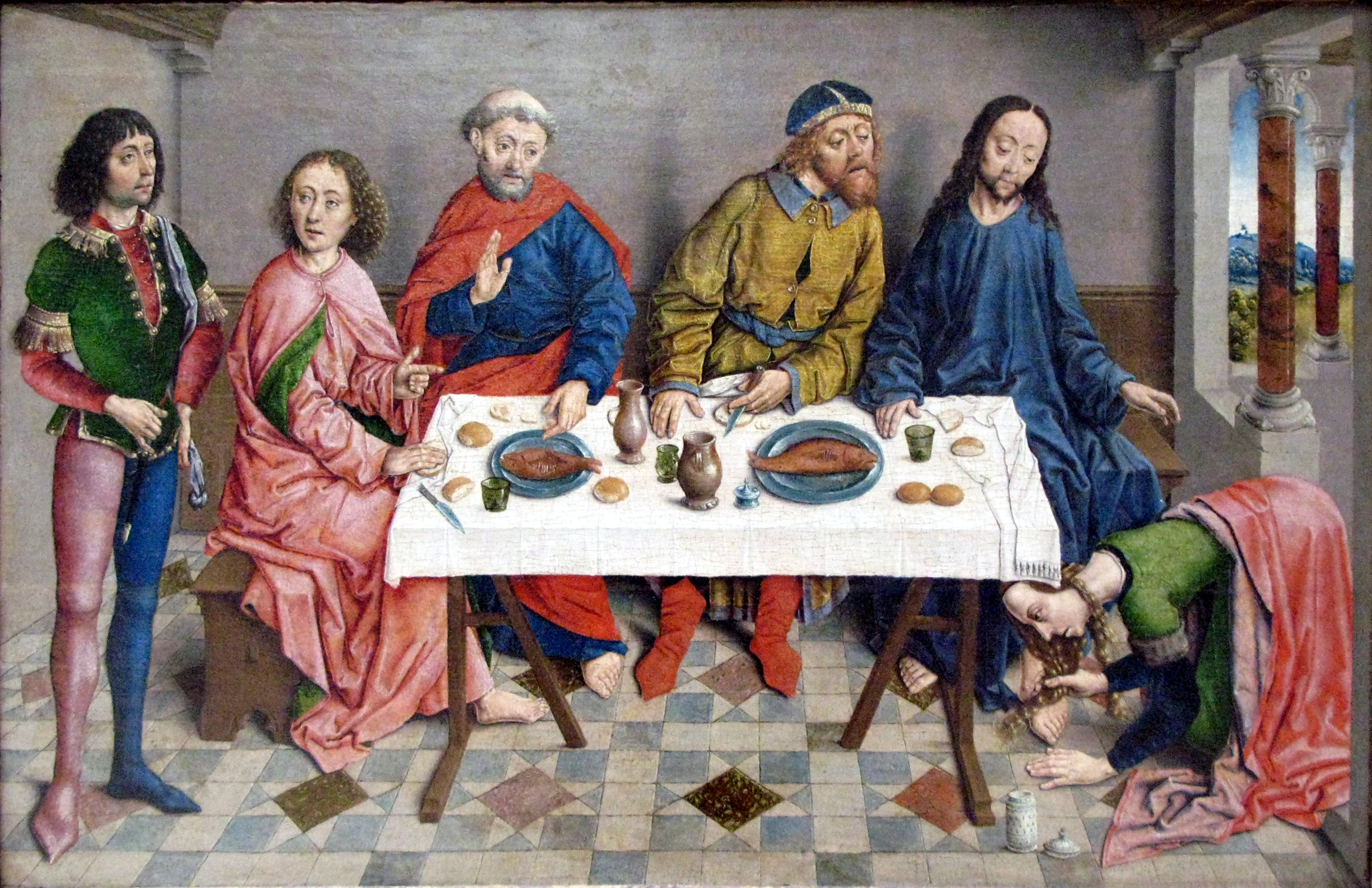
Albert Bouts, Jésus chez Simon le pharisien, Musées royaux des beaux-arts de Belgique.
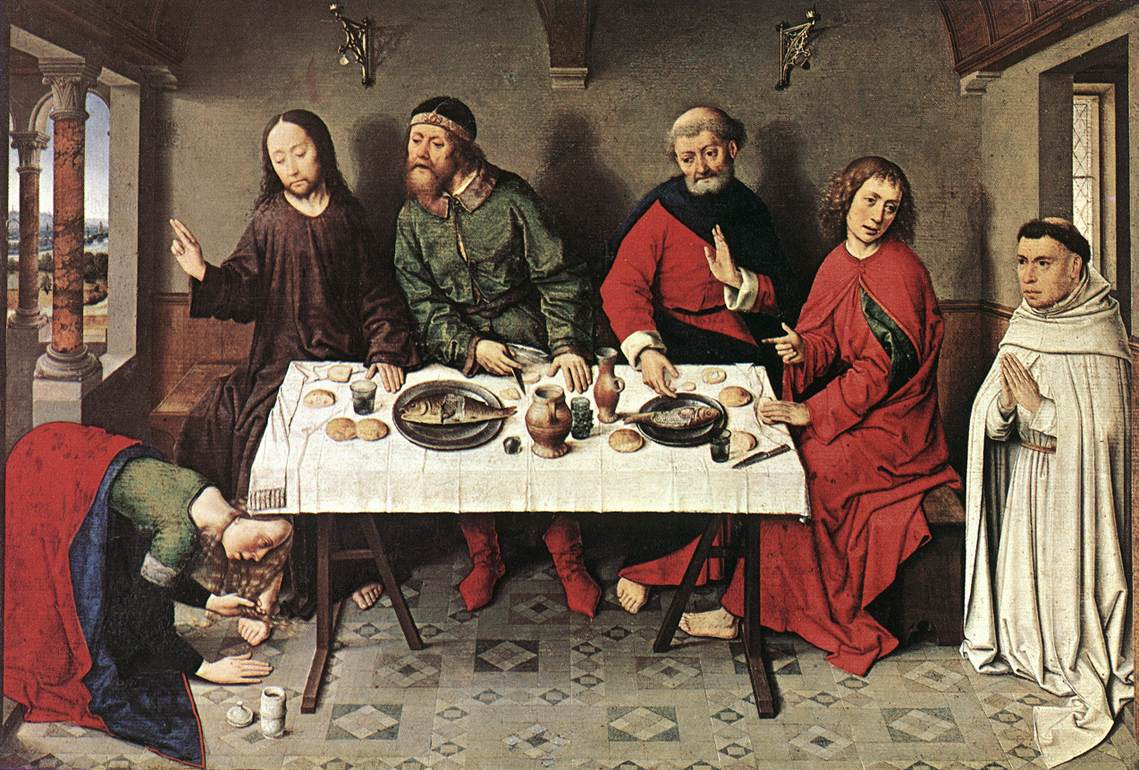
Dieric Bouts, Le Repas chez Simon le pharisien, Gemäldegalerie (Berlin).
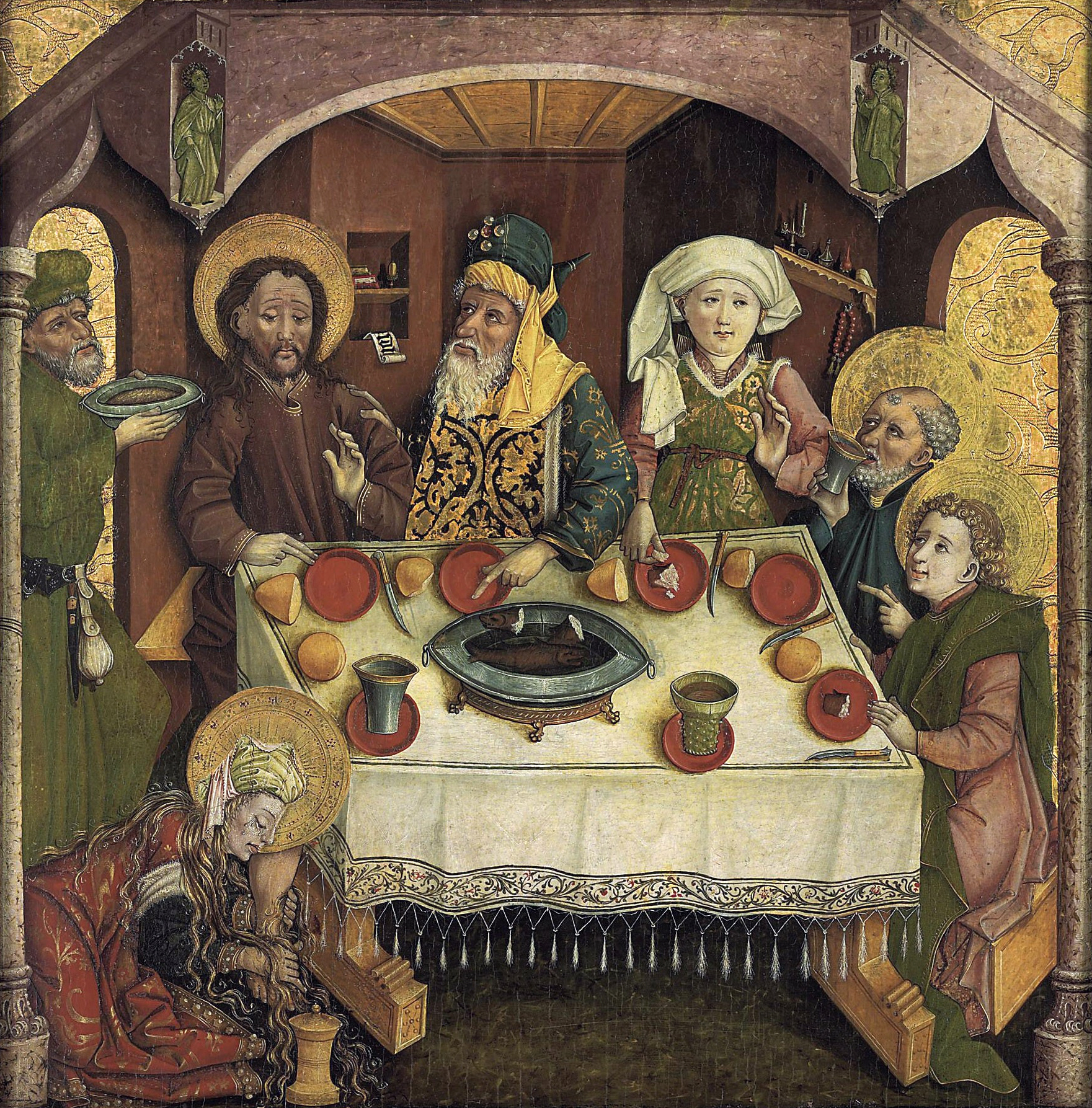
École de l'Allgäu, Le Christ dans la maison de Simon, vers 1470-80
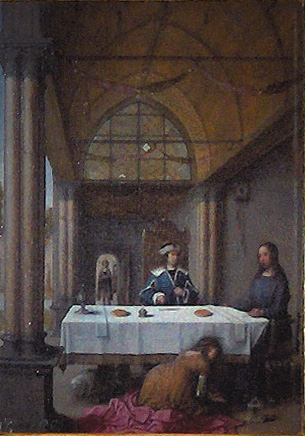
Juan de Flandes, Le Repas dans la maison du pharisien, vers 1496-1504, Palais royal de Madrid.
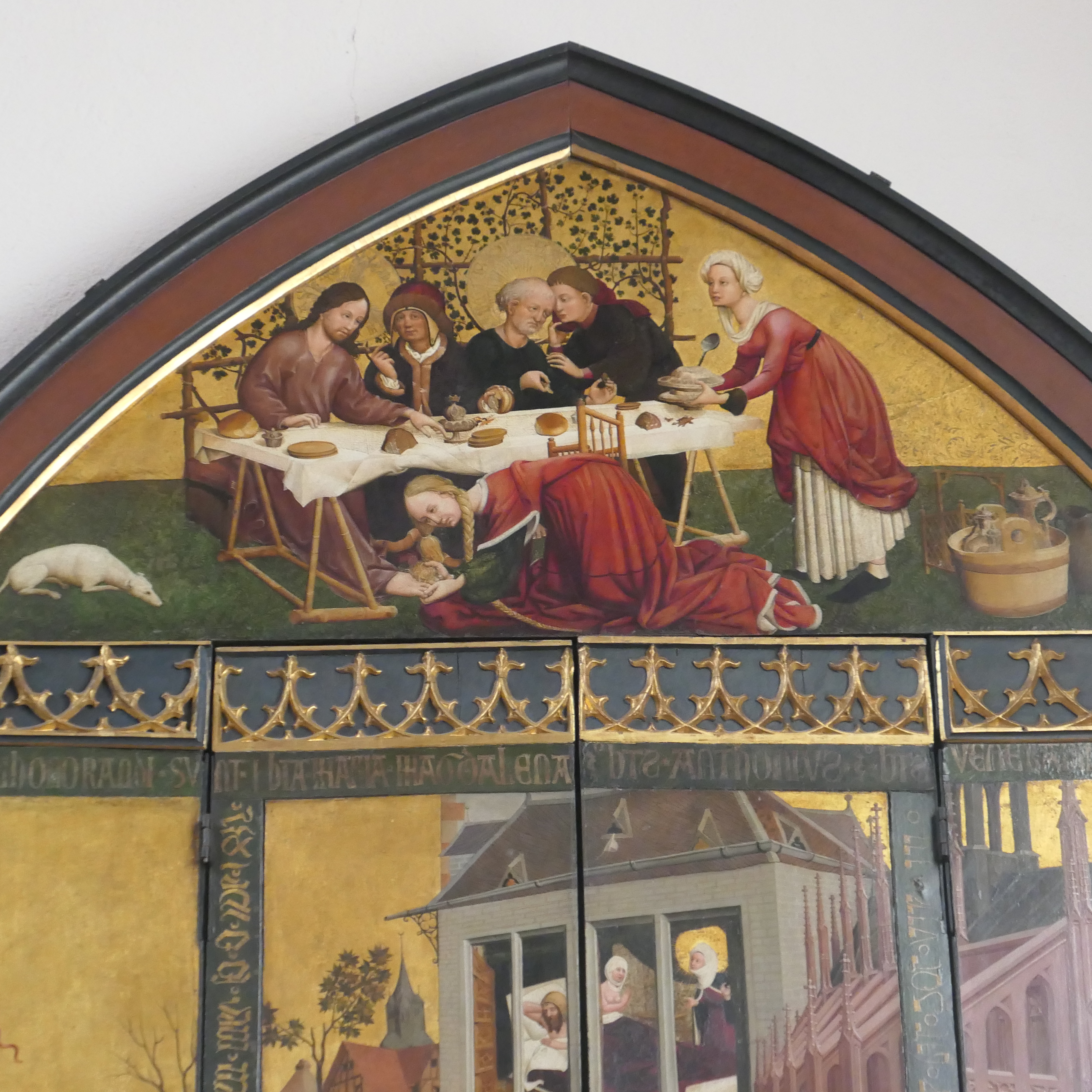
Lukas Moser, Magdalene Altar, 1431, Église Sainte Marie-Madeleine, Tiefenbronn.

XVIe siècle

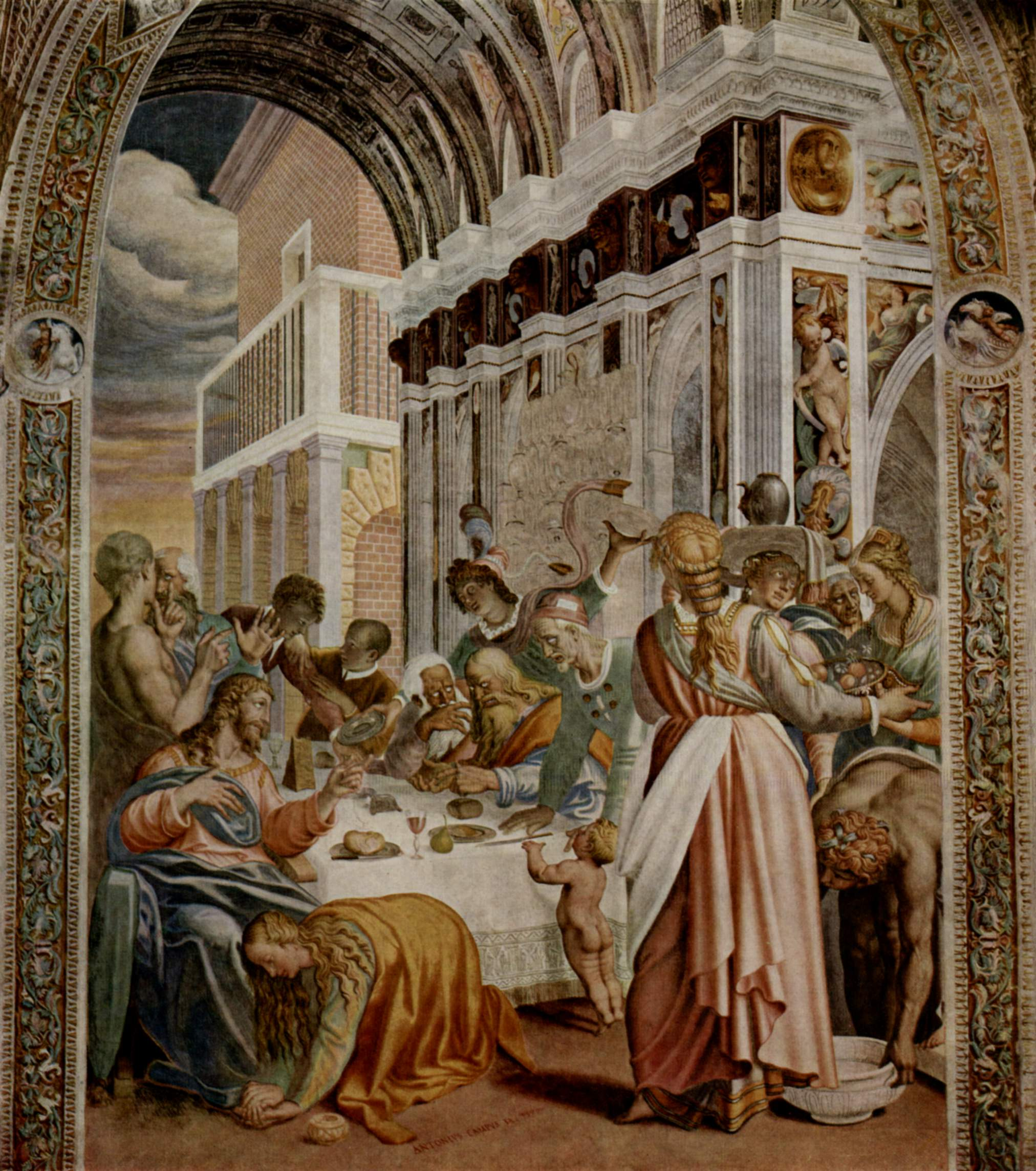
Antonio Campi, Le Repas dans la maison du pharisien, fresque à Crémone, 1577,.
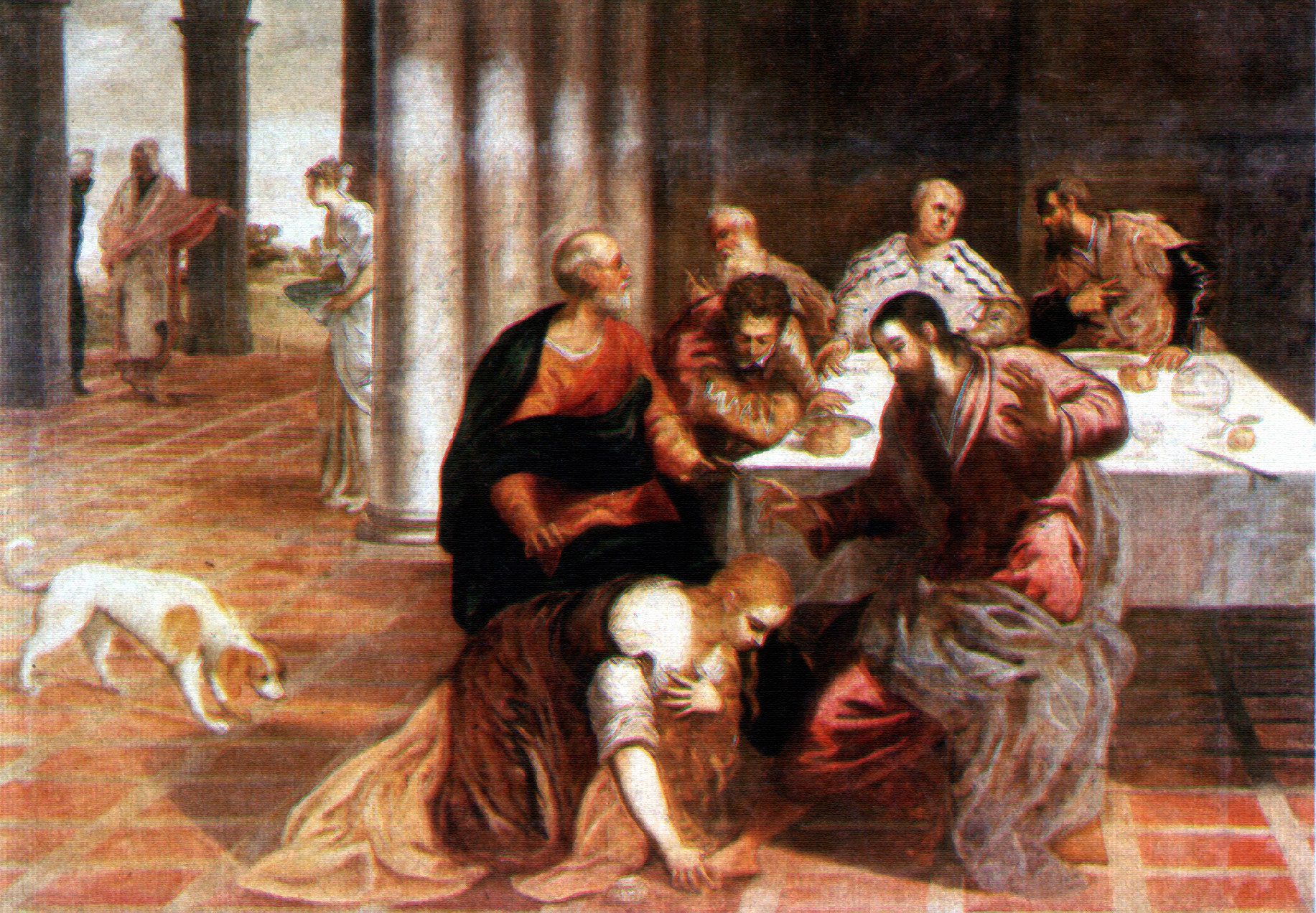
Le Tintoret, Le Repas dans la maison du pharisien
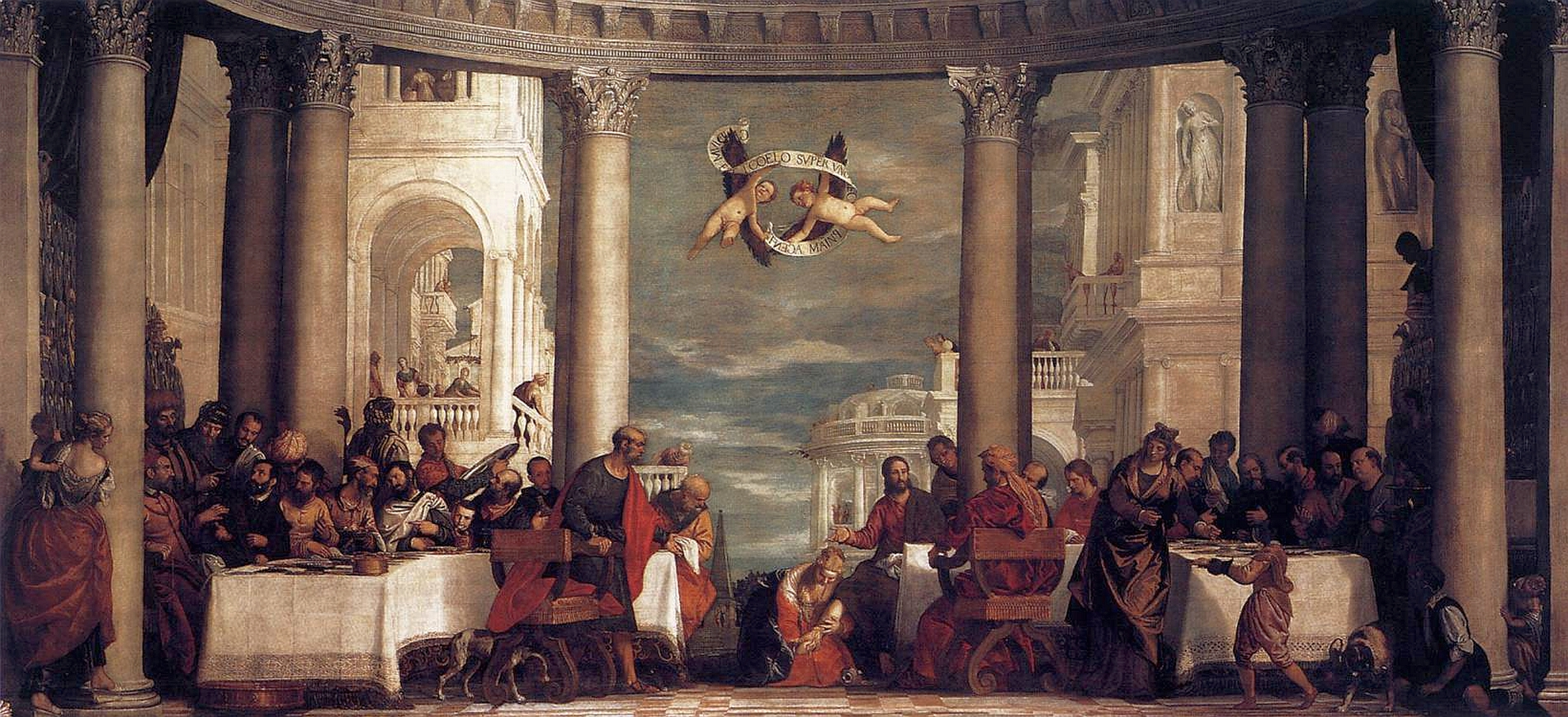
Véronèse, Le Repas chez Simon, vers 1570-1572, Château de Versailles.
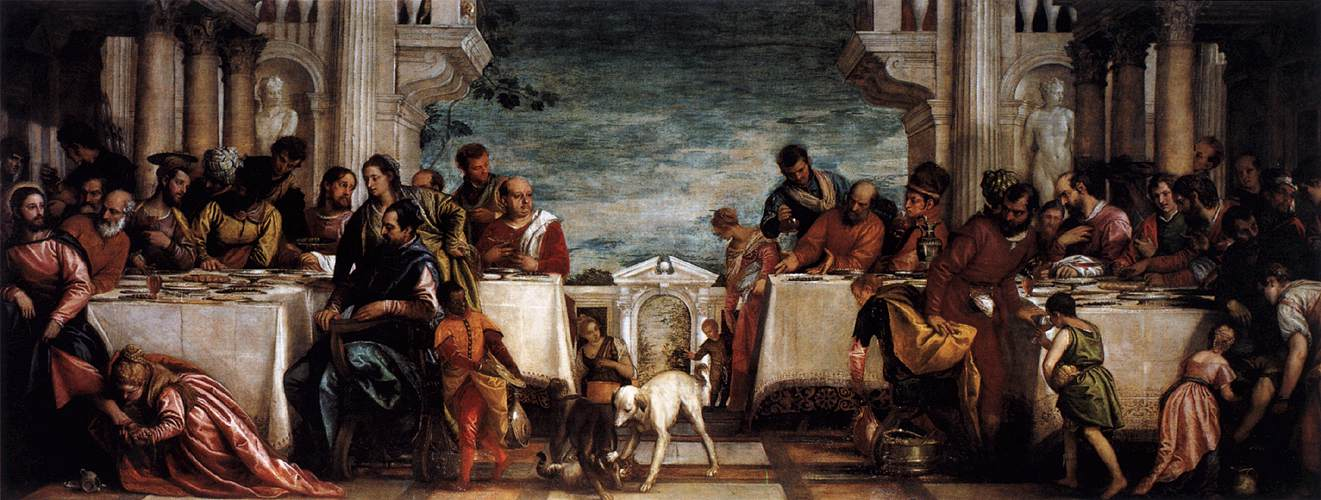
Véronèse, Le Repas chez Simon, vers 1567-1570, Pinacothèque de Brera.

XVIIe siècle

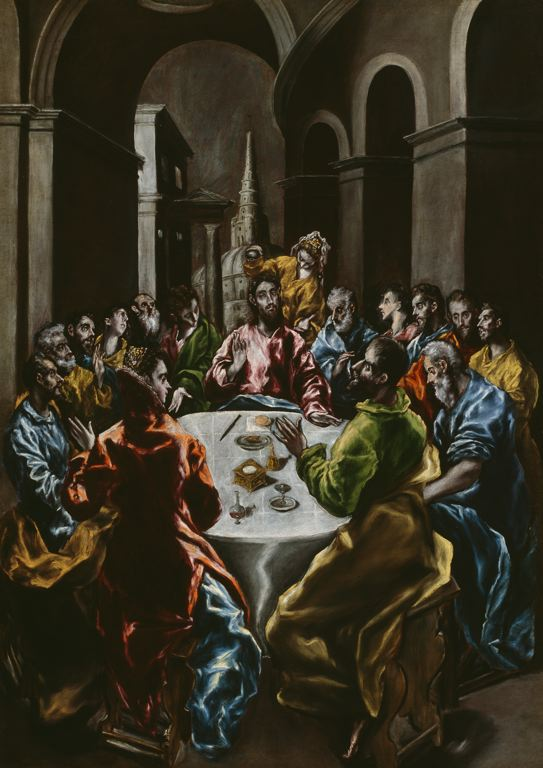
El Greco, Repas dans la maison de Simon, 1608-1614.
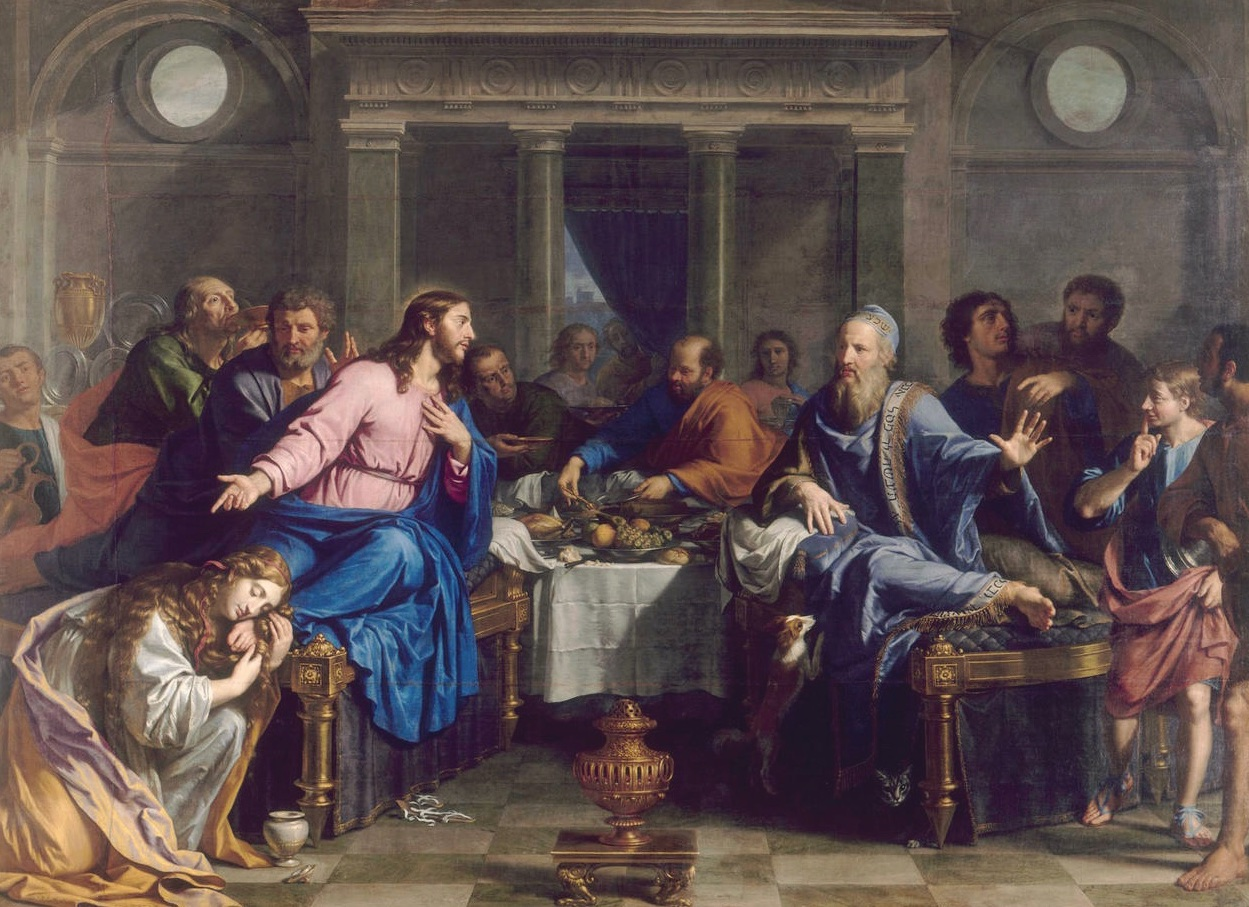
Philippe de Champaigne, Le Repas chez Simon.
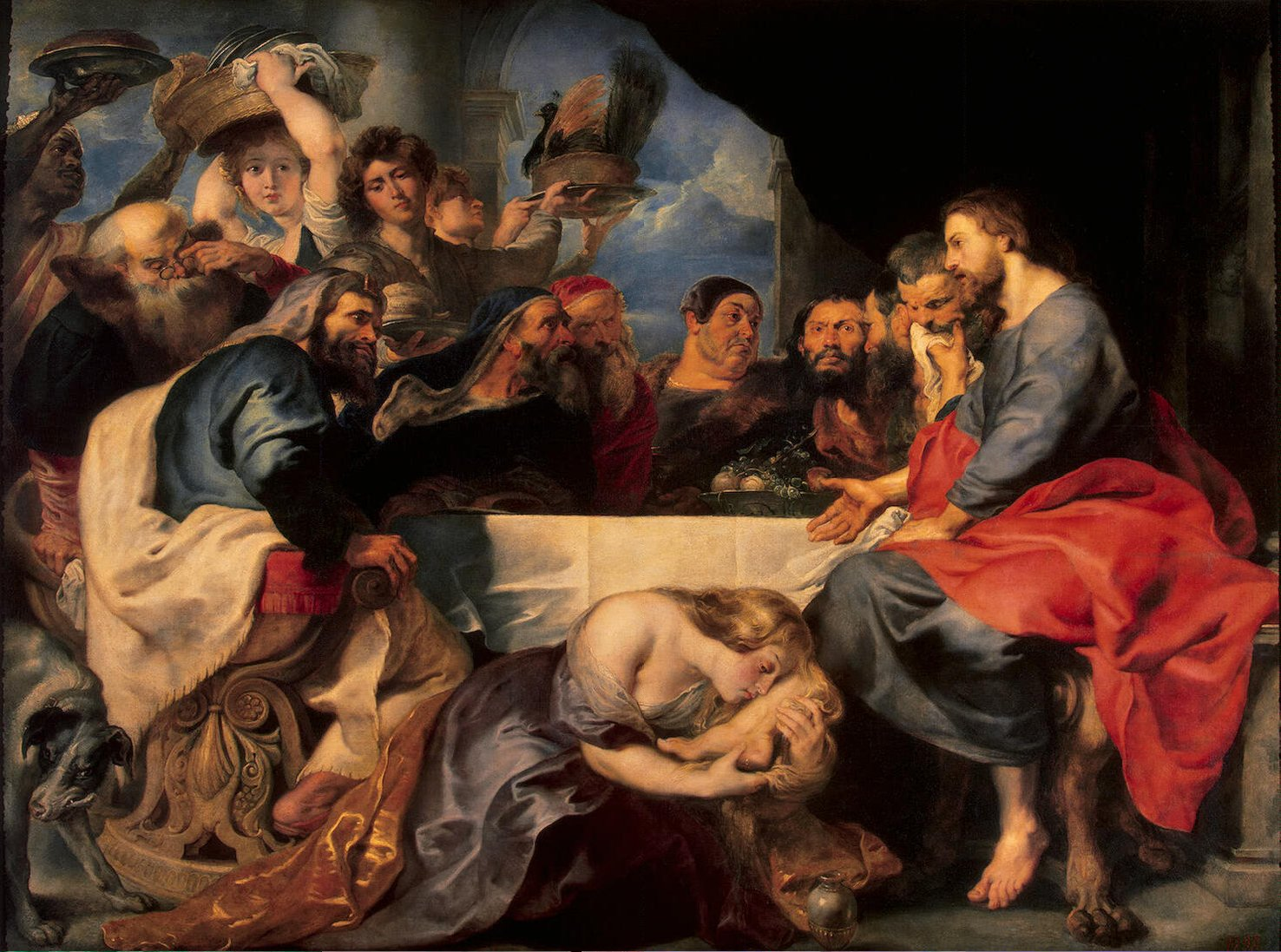
Pierre Paul Rubens, Le Repas chez Simon le pharisien, vers 1618-1620, Musée de l'Ermitage.
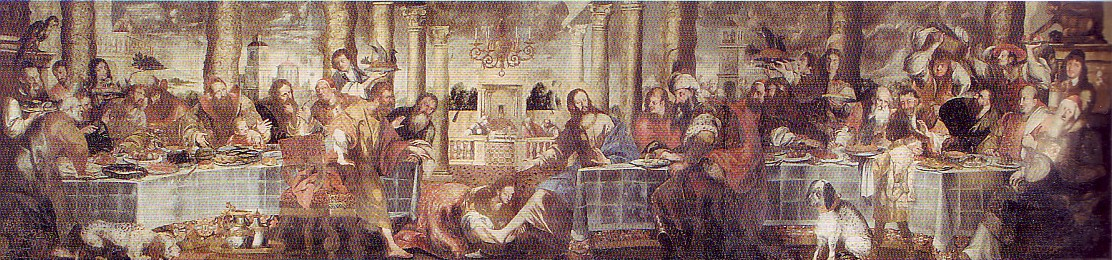
Stephan Kessler, Das Gastmahl im Haus des Simon, 1660, Couvent de Novacella.

XVIIIe siècle

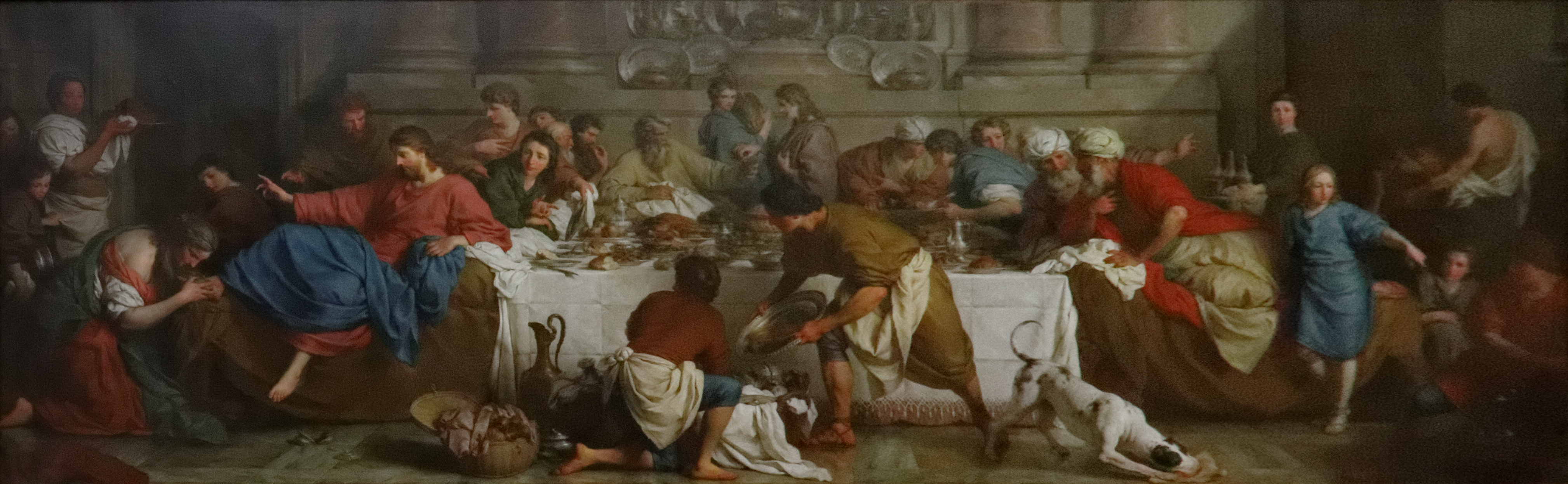
Pierre Subleyras, Le Repas chez Simon.

XIXe- siècle

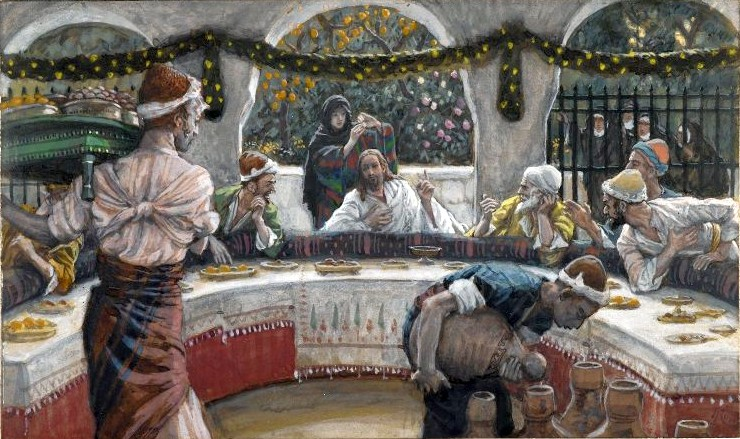
James Tissot, Le repas chez le pharisien, entre 1886 et 1894.
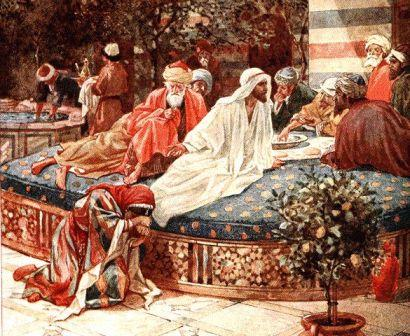
William Hole, Anointing of Jesus, vers 1900.

## Liste de peintres
- Albert Bouts
- Dieric Bouts
- Antonio Campi
- Philippe de Champaigne
- Juan de Flandes
- El Greco
- William Hole
- Stephan Kessler
- Lukas Moser
- Pierre Paul Rubens
- Pierre-Hubert Subleyras
- Le Tintoret
- James Tissot
- Véronèse